# Дискриминација
Дискриминација (лат. discriminare - одвајати, правити разлику) у најширем смислу представља разликовање. Сваки правни пропис или акт извршава дискриминацију ако утврђује релевантне карактеристике правних или физичких лица за које дефинише исправно-законско-поступање. Дискриминација означава и различито поступање према неким појединцима или групама на темељу чињенице која их одређује „различитима“. У том смислу „дискриминисан“ значи „искључен“ - пример особа са инвалидитетом.
Дискриминација нарушава људска права и људско достојанство. Једнакост свих људи као једно од основних људских права захтева недискриминацију.
Заштита од дискриминације: савремено права привилеговано штити начело недискриминације које забрањује политике које узрокују сметње или штете појединцима или групама због своје расне, националне, религијске, полне или родне припадности, инвалидитета, политичке, филозофске или сексуалне оријентације, социјалног, или брачног статуса.
Дискриминација се посебно дешава када су појединци или групе неправедно третирани на начин који је гори него што се третирају други људи, на основу њиховог стварног или перципираног чланства у одређеним групама или друштвеним категоријама. То укључује ограничавање чланова једне групе у погледу могућности или привилегија које су доступне члановима друге групе.
Може постојати у неколико облика:
1. дискриминација жена - свака разлика, искључење или ограничење у погледу пола, што има за последицу или циљ да угрози или онемогући признање, остваривање или вршење од стране жена, људских права и основних слобода на политичком, економском, друштвеном, културном, грађанском или другом пољу, без обзира на њихово брачно стање, на основу равноправности жена и мушкараца.[5]
2. расна дискриминација - мјере и поступци којима се ограничавају права једне етничке групе или цијелог народа и поставља видна разлика у третирању ове групе или народа и других према којима се поступа нормално.
3. економска дискриминација - у међународним економским односима стављање једне земље у неповољни положај, противно међународном праву и уговорима; оно се спроводи нарочитим царинским тарифама, изузетним девизним ограничењима, неједнаком подјелом увозних и извозних контингената и другим административним поступцима који су различити од оних што се примјењују према осталим земљама; практикује се често и ради политичког притиска на неку земљу; ређе се примјењује у форми потпуне економске блокаде, али постоји и такав, најоштрији вид дискриминације.
4. у физиологији, способност разликовања два истовремена надражаја (притиска) која проузрокују страна тијела на два различита мјеста; испитује се специјалним инструментом (Веберов естезиометар)
5. политичка или партијска дискриминација  - мјере и поступци којима се ограничавају права чланова или симпатизера једне или више политичких партија, група или идеја, или све које не припадају владајућој друштвеној групи и поставља видна разлика у третирању ове групе и других који задовољавају политичке услове и захтеве[6].

## Дефиниције
Морални филозофи су дефинисали дискриминацију користећи морализовану дефиницију. Према овом приступу, дискриминација се дефинише као радње, праксе или политике које неоправдано намећу релативни недостатак или ускраћеност особама на основу њиховог чланства у истакнутој друштвеној групи. Ово је упоредна дефиниција. Појединац не мора бити стварно оштећен да би био дискриминисан. Он или она само треба да буду третирани горе од других из неког произвољног разлога. Ако неко одлучи да донира за помоћ сирочади, али одлучи да донира мање, рецимо, црној деци из расистичког става, он или она ће се понашати на дискриминаторски начин чак и ако стварно користи људима које дискриминише донирајући им нешто новца. Дискриминација се такође развија у извор угњетавања, радњу препознавања некога као 'другачијег' у толикој мери да се према њима поступа нехумано и понижавајуће.
Ова морализована дефиниција дискриминације разликује се од неморализоване дефиниције – у првој, дискриминација је погрешна по дефиницији, док у другој то није случај.
Став Уједињених нација о дискриминацији укључује изјаву: „Дискриминаторно понашање има много облика, али сви они укључују неки облик искључења или одбацивања.“ Савет Уједињених нација за људска права и друга међународна тела раде на томе да помогну укидању свих облика дискриминације широм света.

## Дискриминација жена
Дискриминација жена је свака разлика, искључење или ограничење у погледу пола, што има за последицу или циљ да угрози или онемогући признање, остваривање или вршење од стране жена, људских права и основних слобода на политичком, економском, друштвеном, културном, грађанском или другом пољу, без обзира на њихово брачно стање, на основу равноправности жена и мушкараца.
Појам почива на темељном начелу људских права – начелу једнакости, да су сви људи рођени слободни и једнаки у достојанству и правима и да права и слободе припадају сваком без икаквих разлика. Начело забране дискриминације по основу било које различитости укључује и забрану дискриминације по основу пола. Ово начело је прихваћено у бројним међународним документима. Основни међународни документ је Конвенција УН о елиминисању свих облика дискриминације жена (Службени лист СФРЈ Међународни уговори, бр. 11/1981). Овај документ утврђује обавезу свих држава потписница конвенције да свим одговарајућим средствима спроводе политику отклањања дискриминације жена. Обавеза је државе да унесе принцип равноправности жена и мушкараца у национално законодавство и да законским и другим одговарајућим мерама, обезбеди практичну примену овог принципа. 
Држава је дужна да успостави механизме заштите од дискриминације.
Насиље над женама обухвата широк спектар различитих форми злостављања, на основи родног обележја, које је усмерено према женама и девојкама у различитим периодима њиховог живота. Насиље над женама је резултат неравнотеже моћи између жена и мушкараца која доводи до дискриминације жена, и у оквиру друштва и унутар породице. Оно представља кршење људских права, чија сама природа лишава жене њихове могућности да уживају основне слободе, често оставља жене рањивим за даље злостављање и представља велику препреку у превазилажењу неравноправности између мушкараца и жена у друштву.

### Међународна документа
- Универзална декларација о људским правима је усвојена 1948. године од стране Генералне скупштине Организације уједињених нација у Паризу. Деклерацијом су постављени општи принципи загарантованих људских права.

- Европска конвенција о људским правима представља правни акт Савета Европе о заштити права и слобода. Усвојена је 1950. године у Риму. Конвенција о заштити људских права и слобода ступила је на снагу 1953. године, а до 2004. године потписало је 46 земаља. Потписивање Конвенције значи прихватање обавезе поштовања права и слобода и признавање надлежности Европског суда за људска права.

- Конвенција УН о елиминисању свих облика дискриминације жена] је усвојена 1979. године од стране Генералне скупштине УН. Ступила је на снагу 1981. године. СФРЈ је ратификовала Конвенцију 1981. године.

За више информација погледајте Конвенција о елиминисању свих облика дискриминације жена

### Законодавни оквир у Републици Србији
- Устав Србије из 2006. године

У Републици Србији забрана дискриминације жена унета је у Устав РС. 
У Уставу Србије из 2006. године није посебно назначена забрана дискриминације по основу брачног статуса или сексуалне оријентације.
Устав Србије из 2006 године изричито не третира појам дужничког и сексуалног ропства. Појам дужничког и сексуалног ропства је шири појам од принудног рада. Жене су свуда у свету у лошијем економском положају од мушкараца и чешће долазе у положај економске зависности. Женама су мање приступачни послови који су добро плаћени. Оне теже налазе запослење, бивају отпуштане или дискриминисане приликом запошљавања због евентуалне трудноће. Оне претежно воде бригу о малолетној деци. Због свега овога жене су изложене опасности од дужничког и сексуалног ропства.
У Уставу Србије из 2006. године РС није јасно видљива заштита од подстрекавања на акте непосредног насиља, непосредне мржње или непосредне дискриминације по основу расе, вере, пола, националног или етничког порекла, или друге припадности.
У складу са Конвенцијом УН о елиминисању свих облика дискриминације жена улога жене у рађању не треба да буде основ за дискриминацију. Државе чланице се обавезују да ће предузети све одговарајуће мере како би се осигурало право жене на здравствену заштиту и заштиту на раду, укључујући и заштиту биолошких и репродуктивних функција. Државе чланице треба да предузимају све одговарајуће мере ради елиминисања дискриминације жена у области здравствене заштите, како би на основу равноправности жена и мушкараца, осигурале женама доступност здравствених услуга, укључујући оне које се односе на планирање породице. Титулар права на слободно одлучивање о рађању може бити искључиво жена. Да би се ово право правилно разумело треба разграничити право на "слободно одлучивање о рађању" од права на "одлучивање о питањима планирања породице" и једнаких родитељских права како је то учињено у Конвенцији УН о елиминисању свих облика дискриминације жена. Одредба Устава Србије из 2006. године "Свако има право да слободно одлучи о рађању деце." води угрожавању личног интегритета жена, тј. представља дискриминацију жена према Конвенцији о елиминисању свих облика дискриминације жена.
- Кривично право
- Радно право
- Породично право
- Медијско право
- Закон о равноправности полова
- Закон о забрани дискриминације[18]

## Типови

### Узраст
Старосна дискриминација су стереотипи засновани на нечијим годинама. То је скуп веровања, норми и вредности који су се користили да би се оправдала дискриминација или подређеност на основу старости особе. Старосна дискриминација је најчешће усмерена према старијим особама, или адолесцентима и деци.
Судски процес у Сједињеним Државама показао је да постоји старосна дискриминација при запошљавању. Џоана Лејхи, професор на Бушове школе владе и јавне службе у Текас А&М, установила је да компаније имају више од 40% већу вероватноћу да интервјуишу младог одраслог кандидата за посао него старијег кандидата. У Европи, Стејн Барт, Џенифер Норга, Јаник Туи и Марика Ван Хек, истраживачи са Универзитета у Генту, измерили су упоредиве односе у Белгији. Они су открили да је старосна дискриминација хетерогена према активностима које су старији кандидати предузели током додатних година након школовања. У Белгији, они су дискриминисани само ако имају више година неактивности или нерелевантно запослење.
У анкети за Универзитет у Кенту, Енглеска, 29% испитаника је изјавило да је патило од старосне дискриминације. Ово је већи удео него за родну или расну дискриминацију. Доминик Абрамс, професор социјалне психологије на универзитету, закључио је да је старосна дискриминација најраширенији облик предрасуда у популацији Уједињеног Краљевства.

### Каста
Према UNICEF-у и Заштитнику људских права, кастанска дискриминација погађа око 250 милиона људи широм света и углавном је распрострањена у деловима Азије (Индија, Шри Ланка, Бангладеш, Пакистан, Непал, Јапан) и Африке. Прма подацима из 2011. године, у Индији је било 200 милиона далита (раније познатих као „недодирљиви“).

### Инвалидност
Дискриминација особа са инвалидитетом у корист особа које то нису назива се аблеизам или инвалидизам. Дискриминација у погледу инвалидитета, која третира појединце без инвалидитета као стандард 'нормалног живота', резултира јавним и приватним местима и услугама, образовним установама и социјалним услугама које су изграђене да служе 'стандардним' људима, искључујући на тај начин особе са различитим инвалидитетом. Истраживања су показала да особама са инвалидитетом не само да је потребан посао да би им се пружила прилика да зараде за живот, већ им је потребно запослење како би одржали своје ментално здравље и добробит. Рад испуњава бројне основне потребе појединца као што су колективна сврха, друштвени контакт, статус и активност. Особа са инвалидитетом се често сматра социјално изолованом и рад је један од начина да се смањи њена изолација.
У Сједињеним Државама, Закон о Американцима са инвалидитетом налаже обезбеђивање једнаког приступа зградама и услугама. Слични закони постоје и у другим земљама, као што је Закон о једнакости из 2010. у УК.

### Језик
Језичка дискриминација (која се назива и глотофобија, лингвизам и лангвизам) је неправедан третман људи који се заснива на њиховој употреби језика и карактеристикама њиховог говора, укључујући њихов матерњи језик, њихов акценат, перципирану величину њиховог речника (без обзира да ли говорник користи сложене и различите речи), њихов модалитет и њихову синтаксу. На пример, говорник окситанског језика у Француској ће вероватно бити третиран другачије од говорника француског. На основу разлике у употреби језика, особа може аутоматски да формира судове о богатству, образовању, друштвеном статусу, карактеру или другим особинама друге особе, што може довести до дискриминације.
Језичка дискриминација се у почетку сматрала чином расизма. Средином 1980-их, лингвисткиња Тове Скутнаб-Кангас конципирала је идеју дискриминације засноване на језику као лингвизам, који је дефинисан као „идеологије и структуре које се користе да легитимишу, остварују и репродукују неједнаке поделе моћи и ресурса (материјалних и нематеријалних) између група које се дефинишу на основу језика“. Иако су овом облику дискриминације дата различита имена, све оне имају исту дефиницију. Језичка дискриминација је културно и друштвено условљена због нечије преференције употребе језика у односу на друге особе.
Научници су анализирали улогу лингвистичког империјализма у лингвизму, при чему неки тврде да говорници доминантних језика теже дискриминацији према говорницима других, мање доминантних језика, док себе стављају у лингвистички неповољнији положај тиме што остају једнојезични. Према научници Керолин Мекинли, овај феномен је најприсутнији у Африци, где већина становништва говори европским језицима уведеним током колонијалне ере; За афричке државе је такође приметно да уводе европске језике као главни медијум наставе, уместо аутохтоних језика. Извештаји UNESCO-а примећују да је ово историјски користило само афричкој вишој класи, стављајући у неповољнији положај већину афричког становништва које у различитим мерама течно говори европским језицима који се говоре широм континента. Научници су такође приметили утицај лингвистичке доминације енглеског на низ академских дисциплина; научница Ана Вирзбицка је описала да дисциплине као што су друштвене и хуманистичке науке које су „закључане у концептуални оквир заснован на енглеском језику“ што спречава академску заједницу у целини да достигне „универзалнију перспективу која је независна од културе“.

### Име
Дискриминација на основу имена особе такође може да се јави, при чему истраживачи сугеришу да је овај облик дискриминације присутан на основу значења имена, његовог изговора, његове јединствености, његове полне и расне припадности. Истраживања су даље показала да регрутери из стварног света проводе у просеку само шест секунди прегледавајући сваки резиме пре него што донесу своју почетну одлуку „прикладан/не одговара” и да је име особе једна од шест ствари на које се највише фокусирају. Француска је прогласила незаконитим увид у име особе у биографији приликом скрининга за почетну листу најквалификованијих кандидата. Велика Британија, Немачка, Шведска и Холандија су такође експериментисале са процесима резимеа који су слепи у погледу имена. Извесна очигледна дискриминација се може објаснити другим факторима као што је учесталост имена. Ефекти дискриминације имена на основу течности имена су суптилни, мали и подложни значајно променљивим нормама.

### Националност
Дискриминација на основу националности је обично укључена у законе о запошљавању (погледајте горњи одељак за дискриминацију при запошљавању). То се понекад помиње у контексту расне дискриминације иако може бити одвојено. Може одступати од закона који настоје да спрече одбијање запошљавања на основу националности, постављања питања у вези са пореклом, до забране отпуштања, принудног пензионисања, компензације и плата, итд, на основу националности.
Дискриминација на основу националности може се показати као „ниво прихватања“ у спортском или радном тиму у погледу нових чланова тима и запослених који се разликују од националности већине чланова тима.
У GCC државама, на радном месту, повлашћени третман имају пуноправни грађани, иако многима од њих недостаје искуство или мотивација за обављање посла. Државне бенефиције су такође генерално доступне само грађанима. Западњаци би такође могли бити плаћени више од других исељеника.

### Раса или етничка припадност
Расна и етничка дискриминација разликује појединце на основу стварних и перципираних расних и етничких разлика и доводи до различитих облика етничке казне. Такође се може односити на веровање да групе људи поседују различите одлике понашања које одговарају физичком изгледу и да се могу поделити на основу супериорности једне расе над другом. То такође може значити предрасуде, дискриминацију или антагонизам усмерен против других људи зато што су друге расе или етничке припадности. Савремене варијанте расизма често се заснивају на друштвеним перцепцијама биолошких разлика међу народима. Ова гледишта могу имати облик друштвених акција, пракси или веровања, или политичких система у којима се различите расе рангирају као инхерентно супериорније или инфериорне једна у односу на другу, на основу претпостављених заједничких наследних особина, способности или квалитета. То је била званична владина политика у неколико земаља, као што је Јужна Африка током ере апартхејда. Дискриминаторска политика према етничким мањинама укључује дискриминацију на основу расе етничких Индијаца и Кинеза у Малезији. После Вијетнамског рата, многе вијетнамске избеглице преселиле су се у Аустралију и Сједињене Државе, где су се суочиле са дискриминацијом.